# 遠藤仁郎
遠藤 仁郎（えんどう にろう、1900年2月28日 - 1997年6月2日）は、日本の内科医である。青汁健康法の提唱者として知られる。

## 経歴
1900年（明治33年）2月28日、岡山県英田郡福本村で誕生する。津山中学校を経て、1921年（大正10年）に第三高等学校を卒業する。1925年（大正14年）に京都帝国大学医学部を卒業し、1930年（昭和5年）に『血中ビリルビン、ヒヨレステリン及胆汁酸の相互的関係に就ての臨床的並に実験的研究』で医学博士を取得する。1931年（昭和6年）に京都帝国大学講師、1932年（昭和7年）に大阪女子高等医学専門学校助教授を勤める。1934年（昭和9年）に同学校内科教授となる。1937年（昭和12年）10月から1940年（昭和15年）秋、1942年（昭和17年）春から1年、1945年（昭和20年）3月と、3度にわたり軍医としての応召を受ける。姫路陸軍病院軍医勤務。1945年、倉敷中央病院病院長となる。
戦時中の1943年（昭和18年）、食糧難のなかで栄養を摂取すべく、大根の葉といった一般緑葉の活用法を考える中で、青汁を発案する。当初、遠藤は茹でたのち乾燥させた大根葉を粉末化し、食用油で練り固めた食品などを作っていたものの、乾燥品よりも生のもののほうが食べやすいという結論にたどり着いた。1944年（昭和19年）、「長男の急性肺炎にはじめて生緑葉汁（青汁）を用いて卓効を見、ついで家内が腎臓炎に応用して緑葉食・青汁の確効を実証した」ことを契機として、青汁健康法の普及に取り組むようになる。遠藤は、人間が病気になる主な原因はビタミン不足であると主張し、病院食として青汁を利用するようになった。青汁は地域に浸透していき、1948年（昭和23年）には、地元の倉敷西小学校で、虚弱児童の健康増進のため青汁が用いられるようになった。
当初、青汁の材料としては雑草や野菜くずなどを活用していたが、1954年（昭和29年）にケールの種をアメリカから取り寄せて以来、これを積極的に用いるようになる。同年には「遠藤青汁普及会」が設立され、のちに愛好者団体である「遠藤青汁の会」と青汁のレシピや飲用法の研究会である「遠藤青汁友の会」に分けられた。1961年（昭和36年）に主婦の友社より『青汁の効用』を出版する。これはベストセラーとなり、遠藤は「青汁教祖」と呼ばれた。1979年（昭和59年）に倉敷中央病院を退職した。この時期、長谷川製菓（現：キューサイ）の社長である長谷川常雄が遠藤からケールの種を譲り受け、1982年（昭和57年）に冷凍青汁を商品化した。同社が1990年（平成2年）に放送した「まずい、もう一杯！」をキャッチコピーとするコマーシャルはヒットし、青汁を市場に根付かせた。1993年（平成5年）10月には、有志により倉敷市向山公園に、遠藤の胸像が造立された。1997年（平成7年）6月2日、老衰のため死去した。

## 著作
- 『血中ビリルビン、ヒヨレステリン及胆汁酸の相互的関係に就ての臨床的並に実験的研究』、1930年、京都帝国大学博士論文、国立国会図書館書誌ID:000000215218
- 『生菜食と青汁療法』、1950年、人間医学社、国立国会図書館書誌ID:000000880441、大浦孝秋との共著
- 『食養のしおり』、1953年、倉敷中央病院食養部、国立国会図書館書誌ID:000008549775
- 『緑の食事法』、1954年、健康の友社、国立国会図書館書誌ID:000008549775、大浦孝秋との共著
- 『緑葉食・青汁の話』、1954年、遠藤青汁普及会、国立国会図書館書誌ID:000000939354
- 『青汁読本 : 国民栄養の話』、1955年、遠藤青汁普及会、国立国会図書館書誌ID:000000937186
- 『青汁療法 改訂再版』、1959年、人間医学社、NII:BA47630265
- 『青汁について』、1959年、山陽技術振興会、岡山県立図書館所蔵
- 『青汁の効用 : 緑を食卓へ』、1961年、国立国会図書館書誌ID:000001020165
- 『緑葉食・青汁の実際 : 健康をつくる根本対策』、1963年、東都書房、国立国会図書館書誌ID:000001046334
- 『青汁のすすめ』、1965年、遠藤青汁の会、国立国会図書館書誌ID:000001085880、倉敷遠藤青汁教室との共編
- 『青汁読本 : 完全栄養の話』、1965年、遠藤青汁の会、国立国会図書館書誌ID:000001101456
- 『ゼンソク』、1966年、遠藤青汁の会、国立国会図書館書誌ID:000011104496
- 『肝臓をまもるには』、1966年、遠藤青汁の会、国立国会図書館書誌ID:000011104502
- 『食の危機と青汁』、1969年、黎明書房、国立国会図書館書誌ID:000001294298
- 『青汁と健康 : 自然食のすすめ』、1973年、主婦の友社、国立国会図書館書誌ID:000001306504
- 『こうしたら癌も防げるのでないか』、1975年、遠藤青汁の会、国立国会図書館書誌ID:000001306504
- 『イモ・マメ・ナッパ・青汁 : 食の自然化』、1977年、遠藤青汁の会、国立国会図書館書誌ID:000001343272
- 『自力で守ろう : 誰でもできる健康法』、1978年、遠藤青汁の会、国立国会図書館書誌ID:000001380676
- 『病気と青汁 : 防ぐにも治すにもしっかり飲もう』、1979年、遠藤青汁の会、国立国会図書館書誌ID:000001421667
- 『青汁は効く : 健康増進・体質改善・病気予防に』、1980年、主婦の友社、国立国会図書館書誌ID:000001454588
- 『生涯青汁 : 生まれるまえから老後まで』、1980年、遠藤青汁の会、国立国会図書館書誌ID:000001467606
- 『なんでも青汁 : 癌・肝・腎・アレルギー症その他』、1981年、遠藤青汁の会、国立国会図書館書誌ID:000001520996
- 『たべものあれこれ』、1982年、遠藤青汁の会、国立国会図書館書誌ID:000001701548
- 『こうするしかない : 現代病のきめて』、1984年、国立国会図書館書誌ID:000001701445
- 『もっと緑を! : 青汁博士大いに語る』、2007年、ISBN 4-286-01521-1